# 게딘 존스
게딘 존스(Gethin Jones, 1978년 2월 12일 ~ )는 웨일스의 텔레비전 진행자이다.